# Kreis Hamm
Der Kreis Hamm (ab 1901 Landkreis Hamm) war bis 1930 ein Landkreis im Regierungsbezirk Arnsberg der preußischen Provinz Westfalen. Er umfasste große Teile des heutigen Kreises Unna sowie der heutigen Stadt Hamm, insbesondere das Gebiet südlich der Lippe,  das ehemals zum märkischen Amt Hamm gehörte. Am 17. Oktober 1930 wurde er in Kreis Unna umbenannt.

## Geschichte
Nachdem die Grafschaft Mark 1753 im preußischen Gesamtstaat aufgegangen war, wurde sie in neue Verwaltungsbezirke eingeteilt. Dabei wurde als einer von vier Landrätlichen Kreisen in der Grafschaft Mark der Kreis Hamm eingerichtet. Von 1753 bis 1788 gingen die Landräte aus der Familie von der Recke zu Reck hervor, wo sich auch die Creisstube befand.
Während der napoleonischen Zeit gehörte das Gebiet des Kreises Hamm zum Großherzogtum Berg, das ab etwa 1809 Verwaltungsstrukturen nach französischem Muster einführte. Auf dem Gebiet des späteren Kreises wurden sechs Munizipalitäten bzw. Mairien eingerichtet. Dies waren die Mairien Hamm, Pelkum und Rhynern, die zum Kanton Hamm gehörten, sowie die Mairien Camen, Fröndenberg und Unna, die zum Kanton Unna gehörten.
Der Kanton Hamm bildete zusammen mit den Kantonen Ahlen, Beckum, Lippstadt, Oelde, Soest und Rheda, später auch den Kantonen Sassenberg und Warendorf, das Arrondissement Hamm, während der Kanton Unna zum Arrondissement Dortmund gehörte. Beide Arrondissements waren Teil des Ruhrdepartements.
Nach der Niederlage in der Völkerschlacht bei Leipzig im Oktober 1813 zogen die Franzosen aus dem Großherzogtum ab. Als zuvor preußischer Besitz fiel die Grafschaft Mark schon Ende 1813 an Preußen zurück. Bei der Neuordnung der Verwaltung in der neuen Provinz Westfalen kam der neugegründete Kreis Hamm 1816 zum Regierungsbezirk Arnsberg.
Am 20. Januar 1817 wurde David Wiethaus, der bis dahin kommissarisch amtiert hatte, zum Landrat des Kreises Hamm ernannt. Von 1817 bis 1848 war die Kreisverwaltung zur Miete im Haus Weststraße 51 untergebracht. Wie sich bei dessen Abriss 1937 herausstellte, handelte es sich bei diesem unscheinbaren Gebäude um die ehemalige Kapelle des Westenhospitals. 
Aus den in der Franzosenzeit gegründeten Mairien wurden im Kreis Hamm die preußischen Bürgermeistereien Camen, Fröndenberg, Hamm, Pelkum, Rhynern und Unna.
Im Rahmen der Einführung der Landgemeinde-Ordnung für die Provinz Westfalen wurden die Bürgermeistereien 1843 in zunächst sechs Ämter überführt, wobei die Städte Hamm, Kamen und Unna amtsfrei blieben. Bereits 1845 wurde die Zahl der Ämter durch Zusammenlegungen auf vier reduziert, indem das Amt Hamm in das Amt Rhynern integriert wurde sowie die Ämter Camen und Unna zum Amt Unna-Camen (damalige Schreibweise) vereinigt wurden. 1860 hatte der Kreis die folgende Gliederung:
| Amt         | Gemeinden (Stand 1860) |
| ----------- | --- |
| Fröndenberg | Altendorf, Ardey, Bausenhagen, Bentrop, Billmerich, Dellwig, Frohnhausen, Frömern, Dorf Fröndenberg, Stift Fröndenberg, Kessebüren, Langschede, Neimen, Ostbüren, Stentrop, Strickherdicke, Warmen und Westick b. Fröndenberg                                               |
| Pelkum      | Altenbögge, Bergkamen, Bönen, Derne, Heil, Herringen, Lerche, Nordbögge, Osterbönen, Overberge, Pelkum, Rottum, Rünthe, Sandbochum, Weetfeld, Westerbönen und Wiescherhöfen                                                                                                 |
| Rhynern     | Allen, Berge, Braam-Ostwennemar, Bramey-Lenningsen, Brüggen (Gutsbezirk), Flierich, Freiske, Frielinghausen, Haaren, Hilbeck, Mark, Norddinker, Osterflierich, Osttünnen, Rhynern, Schmehausen, Sönnern, Süddinker, Uentrop, Vöckinghausen, Wambeln, Werries und Westtünnen |
| Unna-Kamen  | Afferde, Heeren, Hemmerde, Lünern, Methler, Mühlhausen, Niederaden, Niedermassen, Oberaden, Obermassen, Siddinghausen, Stockum, Südkamen, Uelzen, Wasserkurl, Weddinghofen, Werve, Westhemmerde und Westick b. Kamen                                                        |

In den 1860er Jahren befand sich die Kreisverwaltung in dem „Nassauer Hof“ genannten Gebäude in der Nassauerstraße 17/19. Erst 1888 wurde mit dem Landratsamt (Ständehaus) am Westentor ein eigenes Gebäude fertiggestellt, das 1944 durch Bombenangriffe stark beschädigt wurde.
Am 1. April 1901 verließ die erheblich gewachsene Stadt Hamm den Kreis und wurde kreisfrei. Trotzdem blieb die Verwaltung des Landkreises bis 1930 zunächst in Hamm. 1902 wurden die Gemeinden Westick bei Fröndenberg und Stift Fröndenberg nach Fröndenberg eingemeindet. 1910 wurden die beiden Gemeinden Heeren und Werve zur Gemeinde Heeren-Werve zusammengeschlossen. 1911 wurden Niedermassen und Obermassen zur Gemeinde Massen zusammengeschlossen. 1928 wurde der Gutsbezirk Brügge in die Gemeinde Bramey-Lenningsen eingegliedert. 1929 wurden die Gemeinden Holzwickede (einschließlich eines Teils der früheren Gemeinde Sölde), Hengsen und Opherdicke aus dem aufgelösten Landkreis Hörde in den Landkreis Hamm (Amt Unna-Kamen) eingegliedert.
1930 wurde die Kreisverwaltung nach Unna verlegt und der Kreis mit Wirkung vom 17. Oktober 1930 in Kreis Unna umbenannt.

## Bevölkerungsentwicklung

Einwohnerentwicklung des Kreises Hamm von 1834 bis 1925 (grün) sowie seiner Nachfolgekreise

| Jahr | Einwohner |
| ---- | --------- |
| 1819 | 32.248    |
| 1834 | 37.230    |
| 1846 | 42.820    |
| 1849 | 44.032    |
| 1871 | 59.612    |

| Jahr | Einwohner |
| ---- | --------- |
| 1880 | 67.082    |
| 1890 | 81.222    |
| 1900 | 105.245   |
| 1910 | 99.338    |
| 1925 | 126.530   |

## Landräte
- 1753–1756: Diedrich von der Recke
- 1757–1770: Diedrich Adolph von der Recke, 1. Legislatur
- 1770–1774: August von Katzler
- 1774–1788: Diedrich Adolph von der Recke, 2. Legislatur
- 1788–1803: Adam Friedrich Ernst Senfft von Pilsach
- 1803–1808: Heinrich Christian von Ulmenstein
- 1817–1836: David Wiethaus
- 1837–1844: Carl von Bodelschwingh
- 1845–1856: Ernst von Vincke
- 1856–1865: Konstantin von Quadt und Hüchtenbruck
- 1865–1866: Franz von Bodelschwingh
- 1866–1867: Carl Schreiber (kommissarisch)
- 1867–1881: Ernst von Bodelschwingh
- 1882–1894: Walter von Vincke
- 1894–1922: Heinrich Karl Schulze-Pelkum
- 1922–1925: Hans-Georg Alexander Kremmler
- 1925–1930: Johannes Bentlage (dann bis 1933 Landrat des Kreises Unna)

## Kreisdeputierte
- (belegt 1846): v. Plettenberg, erster Kreisdeputierter
- 1846–?: Gutsbesitzer Ludwig Vorster, zweiter Kreisdeputierter († 1870)
- (belegt 1876): Rittergutsbesitzer Major a. D. von Quadt zu Haus Bögge, Kreisdeputierter[15]

## Kreisphysiker
Der Kreis-Physikus und der Kreis-Chirurgus sind nicht Untergebene des Landraths, sondern von Amtswegen dessen Gehülfen.
- 1817–1826: Friedrich Redicker
- 1826–1851: Franz Arnold Heinrich Brefeld
- 1851–nach 1876:[17] Franz Carl Jehn
- (belegt 1886): Gruchot

## Kreiswundärzte
- 1825–1852: Julius Ohswaldt
- (belegt 1876):[18] Grouchot